# Na'in
Nā'īn (farsi نائين) o anche Naein e Nayin (نایین) è il capoluogo dello shahrestān di Nayin, circoscrizione Centrale, nella Provincia di Esfahan. Aveva, nel 2006, una popolazione di 24.424 abitanti.
Vi si trova una delle più antiche moschee del Paese, la Masjid-e-Jāmeh Nā'īn (مسجد جامع نایین ), un forte sasanide ora in rovina, il Narin Qal'eh (نارین قلعه) e delle ab anbar (آب انبار), le cisterne persiane per le riserve d'acqua tipiche delle zone desertiche.

## Galleria d'immagini

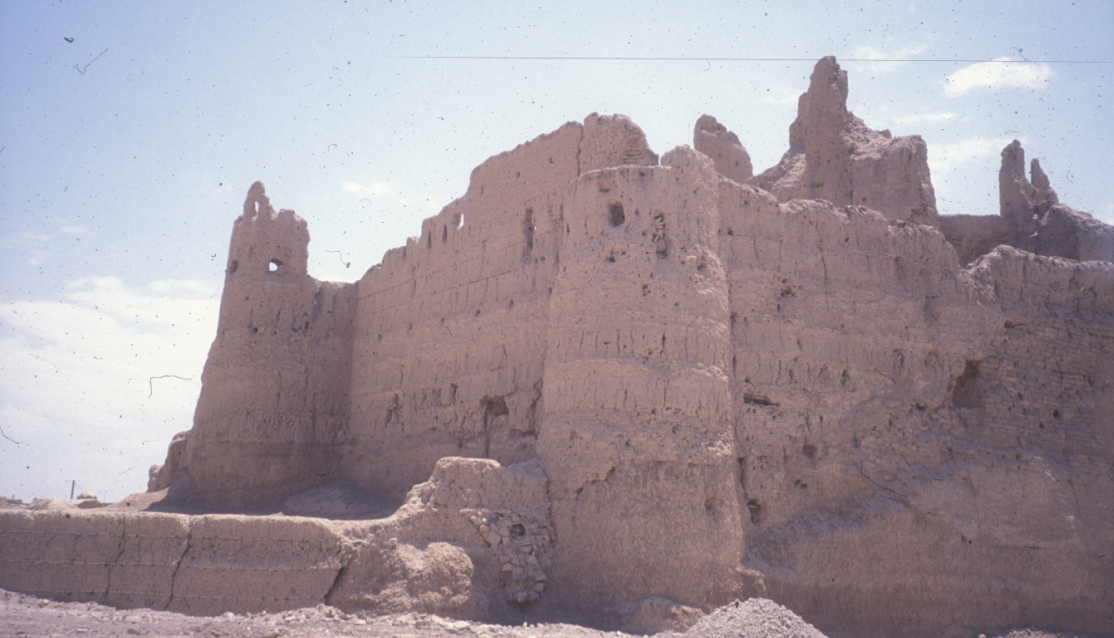
Il forte Narin Qal'eh
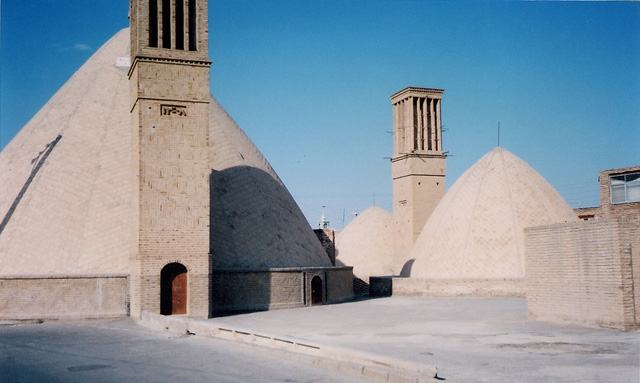
Le cisterne d'acqua
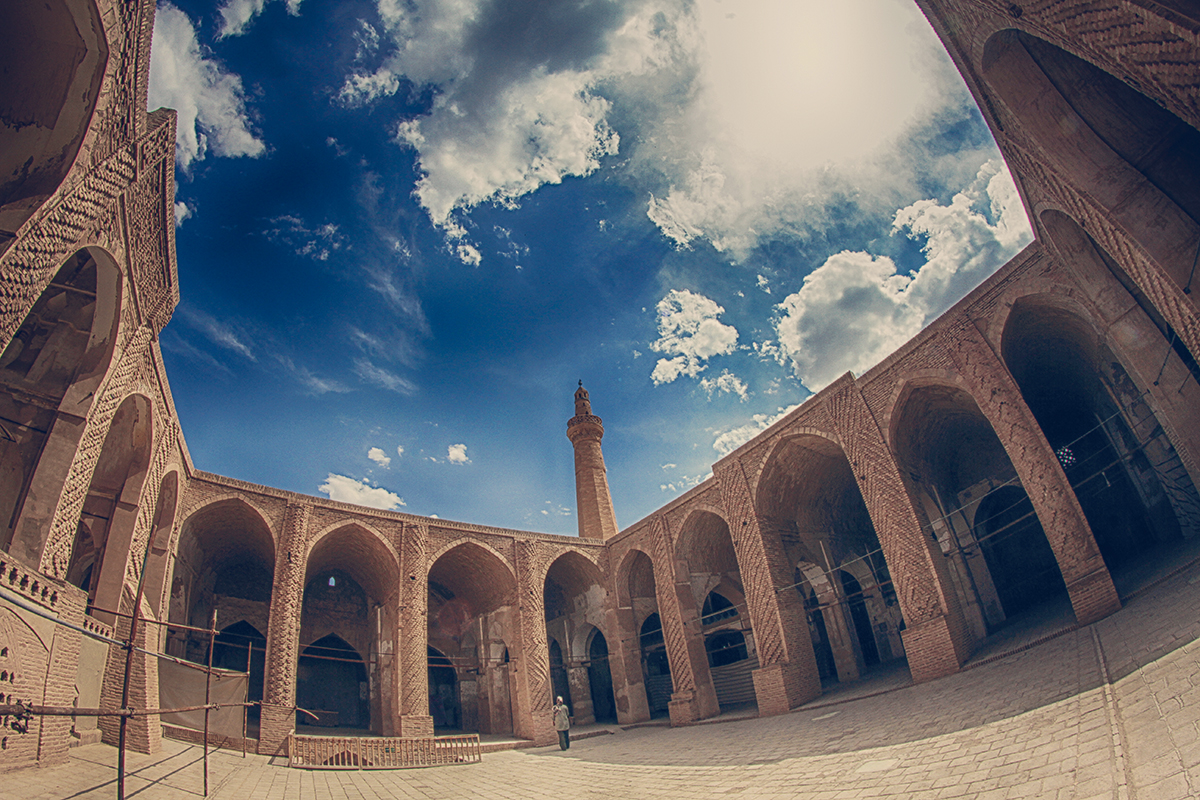
L'antica moschea di Nayn
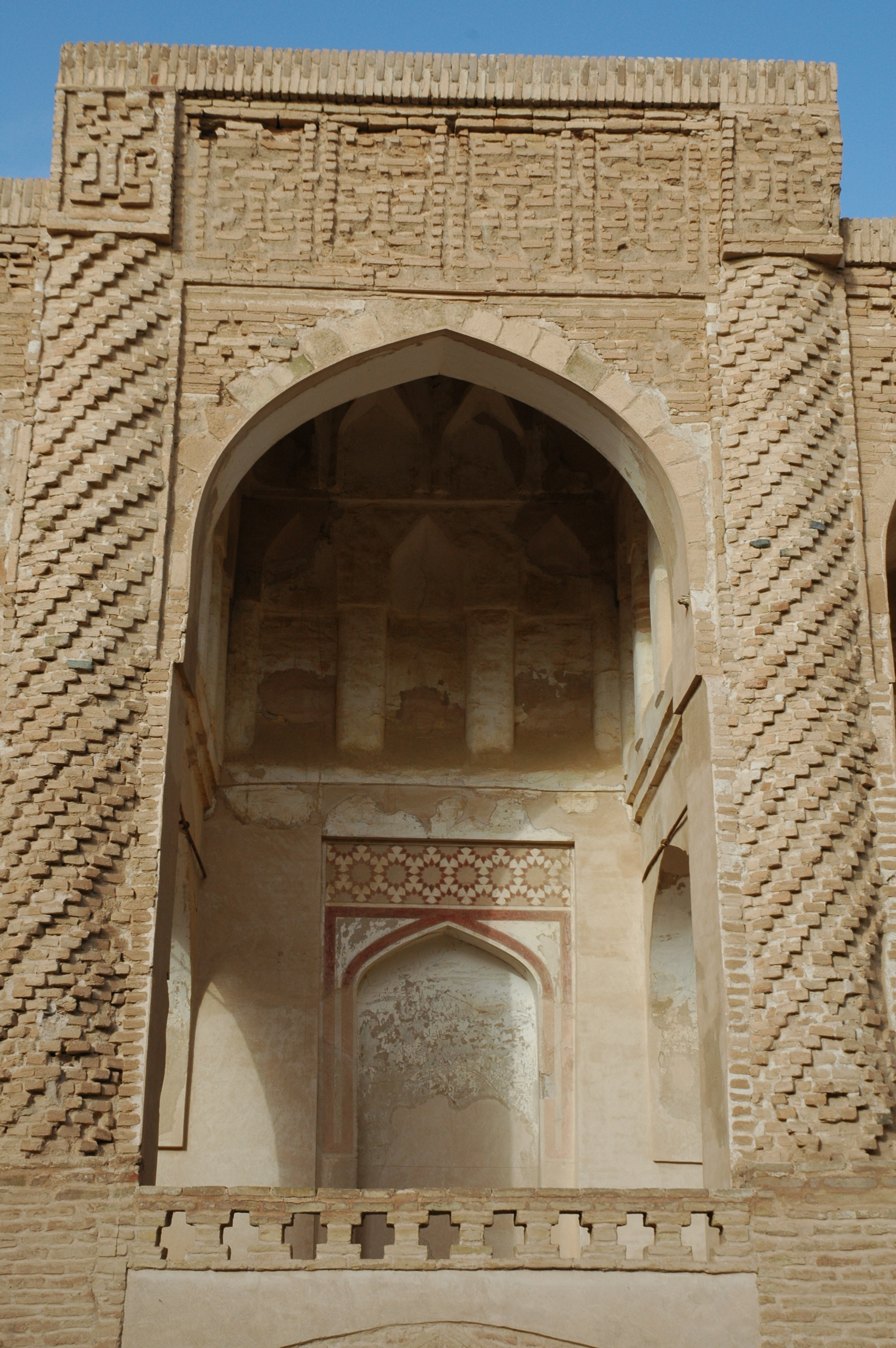
Particolare della Moschea del Venerdì